# Clásica de San Sebastián 1983
La 3º edición de la Clásica de San Sebastián se disputó el 17 de agosto de 1983, por un circuito por Guipúzcoa con inicio y final en San Sebastián, sobre un trazado de 244 kilómetros. 
El ganador de la carrera fue el belga Claude Criquielion, del equipo Euro Shop-Splendor. Antonio Coll y Raimund Dietzen fueron segundo y tercer respectivamente. 

## Clasificación final
| Posición | Ciclista               | Equipo             | Tiempo |
| -------- | ---------------------- | ------------------ | ------ |
| 1        | Claude Criquielion     | Euro Shop-Splendor | ?      |
| 2        | Antonio Coll           | Teka               | ?      |
| 3        | Reimund Dietzen        | Teka               | ?      |
| 4        | Pedro Delgado          | Reynolds-Galli     | ?      |
| 5        | Faustino Rupérez       | Zor-Gemeaz         | ?      |
| 6        | Carlos Hernández Bailo | Reynolds-Galli     | ?      |
| 7        | Stephen Roche          | Peugeot            | ?      |
| 8        | Ángel Arroyo           | Reynolds-Galli     | ?      |
| 9        | José Recio             | Kelme              | ?      |
| 10       | Jesús Rodríguez Magro  | Zor-Gemeaz         | ?      |